# Lukhanyo Bele
Lukhanyo Bele (* 16. April 1982 in Alice, Südafrika) ist ein südafrikanischer Schauspieler.

## Leben
Lukhanyo Bele wuchs in East London, Südafrika, auf. Mit 16 Jahren ging er nach Kapstadt und studierte dort an der New Africa Theatre Academy in Athlone Schauspiel, welches er 2001 erfolgreich abschloss. 2011 übersiedelte Lukhanyo Bele nach Wien, Österreich.

## Filmografie
- 2003: This life (Fernsehserie)
- 2005: Mama Jack (Kinofilm)
- 2005: Bootie & Dicomatic (Fernsehserie)
- 2006: Madame & Eve (Fernsehserie)
- 2007: Stellenbosch (Fernsehserie)
- 2007: Shooting Stars (Fernsehserie)
- 2008: Stürme in Afrika (Fernsehfilm)
- 2008: Montana (Fernsehserie)
- 2009: Kennedys Hirn (Fernsehfilm)
- 2010: Die Minensucherin (Fernsehfilm)
- 2010: Red Sun (Fernsehfilm)
- 2011: Copposites (Kinofilm)
- 2012: Forced Love (Fernsehserie)
- 2016: Tatort: Virus (Fernsehfilm)
- 2017: Fluchtpunkt (Virtual Film)
- 2018: Berlin Alexanderplatz (Kinofilm)
- 2018: Six Underground (Kinofilm)

## Theater
- 2001: The Island and the Apple Box
- 2001: Good Rubbish
- 2002: Leopard in my Suitcase
- 2005: Bootie & Dicomatic
- 2009/2011 und 2012: Amaza
- 2013–2015: Huckleberry
- 2017: Crudeland
- 2019: Die Küche
- 2019: Cry it out
- 2024 Die Passagierin
- 2024 Maria Stuart
- 2025 Beyond the Overflow

## Auszeichnungen und Nominierungen
- 2001: Bronzemedaille für das beste „Educational Program“ The Island and the Apple Box
- 2014: STELLA: Nominierung in der Kategorie „Herausragende Produktionen für Kinder“ mit Huckleberry